# Marie-Catherine d’Aulnoy
Marie-Catherine Jumel de Berneville, grevinna av Aulnoy, född 1650, död 1705, var en fransk författare.
Aulnoy är känd genom sina fésagor Les illustres fées (6 band 1898). Hon införde konstsagan som genre i litteraturen.